# Астахов, Николай Владимирович
Николай Владимирович Астахов (15 ноября 1921 — 4 ноября 2001) — научный работник, педагог, кандидат технических наук, профессор.

## Биография
Николай Астахов родился 15 ноября 1921 года в Одоевском районе Тульской области.
В 1939 году поступил в Московский энергетический институт и начал учёбу на электромеханическом факультете по специальности «Электрические машины». В 1940 году его призвали в армию, затем он ушёл на фронт. С июня 1941 года по май 1945 года Николай Астахов воевал в авиации на Западном, 3-м Прибалтийском и Сталинградском фронтах. Николай Астахов дослужился до звания лейтенанта и уволился из армии в 1946 году.
После демобилизации решил вернуться на учёбу в МЭИ и доучиться. Стал выпускником института в 1952 году. Затем поступил в аспирантуру, руководителем его работы был член-корреспондент АН СССР Г. Н. Петров. В 1955 году у Николая Владимировича состоялась защита кандидатской диссертации, которая была направлена на исследование и разработку высокоскоростных коллекторных микромашин для нужд медицинской техники. Николай Астахов остался работать в Московском энергетическом институте. Он занялся развитием возможностей лабораторий, посвящал время разработке современных методов преподавания. Николай Астахов инициировал сотрудничество между МЭИ и ВНИИЭМ. Первыми итогами такой работы была разработка серии машин постоянного тока торцевого типа с печатной обмоткой якоря, и как следствие, в промышленном производстве состоялась передача серии двигателей, мощность которых составляла до 2000 Вт. Эти двигатели применяли для работы в советских вычислительных машинах. Двигатели были среди экспонатов Всесоюзной выставки достижений народного хозяйства страны. В результате Николая Астахова наградили медалью ВДНХ.
В 1965 году Николай Владимирович Астахов стал руководить проведением научно-исследовательских и проектно-конструкторских работ, целью которых было создание электрических машин всех типов, у которых были бы заданы низкие уровни шума и вибрации для подводных лодок Военно-морского флота страны. Во время этой работы сформировался отдел «Виброакустика электрических машин» Проблемной лаборатории электромеханики МЭИ. Этот отдел изучал проблемы вибрации и шума, которые возникали в электрических машинах при воздействии электромагнитного поля. Результатом проведенных исследований стала разработка методологии проектирования машин разных типов, у которых был бы разный установленный уровень вибрации и шума.
Николай Астахов создал первую «заглушенную» камеру, при помощи которой проходили виброакустические испытания электрических машин в МЭИ. Николай Владимирович Астахов сотрудничал с машиностроительным заводом «Коммунар». Благодаря этому сотрудничеству выполнялись исследовательские работы, результатом которых стало снижение уровня шума пылесоса «Чайка» на 3-5 дБ, это происходило без снижения аэродинамических показателей. За эти работы он был награждён премиями Минвуза СССР, МЭИ и медалью ВДНХ.
Исследователи из «Виброакустики электрических машин», которыми руководил Николай Астахов, сотрудничали с изобретателями из Владимира, Ярославля, Ленинграда, Новой Каховки, Пскова, Донецка, Киева, Харькова, Нижнего Новгорода, Прокопьевска. Николай Астахов сотрудничал с Всесоюзным научно-исследовательским проектно-технологическим институтом электромашиностроения города Владимира для усовершенствования виброакустических характеристик асинхронных двигателей. Он участвовал в масштабной работе по созданию Единых серий асинхронных двигателей и машин постоянного тока. Он инициировал включение курса «Вибрация и шум электрических машин» в учебные планы специалистов, изучающих электромеханику.
Н. В. Астахов вместе с коллегами стал лауреатом конкурса «Лучшая научно-исследовательская работа 1986—1989 годов». В 1971 году Николай Астахов стал деканом электромеханического факультета МЭИ.
Занимал должность председателя Совета ветеранов Великой Отечественной войны. Участвовал в легкоатлетической Лефортовской эстафете. Награждён знаком «Готов к труду и обороне». Занимал должность главы Комитета общества советско-болгарской дружбы при МЭИ.
Среди его учеников профессора В. С. Малышев, В. Т. Медведев, О. В. Чебышева, В. Ф. Полухин Б. И. Дементьев, Т. С. Юргенсен, В. М. Зинченко.
Николай Астахов умер 4 ноября 2001 года после болезни.

### Семья
Николай Астахов был женат. Жена — Анна Павловна, с ней он познакомился во время учёбы в школе. Сын Александр — художник.

## Награды
- Награждён боевыми наградами орденом «Красной Звезды», орденом «Отечественной войны 1-й степени», медалями «За боевые заслуги», «За победу над Германией», «За оборону Сталинграда» и «За оборону Москвы»[1].
- Также был награждён орденами «Знак Почёта» и Трудового Красного Знамени.